# نجات پیکاسو
نجات پیکاسو (به انگلیسی: Surviving Picasso) فیلمی محصول سال ۱۹۹۶ و به کارگردانی جیمز آیووری است. در این فیلم بازیگرانی همچون آنتونی هاپکینز، ناتاشا مک‌الهون، جولیان مور، جاس آکلند، پیتر ایر، جین لپوتی‌یر، جوزف ماهر، باب پک، دایان ونورا، جوآن پلورایت، دنیس بوتسکاریس، پیتر گرتی، سوزانا هارکر، دومینیک وست، لورا ایکمن، نایجل ویتمی، آندریاس ویسنیوسکی، تام فیشر و ورنن دابچف ایفای نقش کرده‌اند.